# Jean-Baptiste Huzard fils
Jean-Baptiste Huzard père.
Jean-Baptiste Huzard, né le 3 mars 1793 à Paris où il est mort le 5 avril 1878, est un vétérinaire français.

## Biographie
Fils de la libraire-éditrice Rosalie Huzard et du vétérinaire Jean-Baptiste Huzard, il embrassa la même profession que son père. Ayant suivi attentivement l'élevage du cheval, il étudia, en maintes publications, les méthodes de reproduction dans cette espèce et publia beaucoup d’articles de médecine vétérinaire dans le Nouveau dictionnaire d'histoire naturelle, dans le Nouveau cours d’agriculture, publié chez Déterville, et dans les Annales de l’agriculture française.
Dès l’année 1819, il fut attaché au Conseil de Salubrité comme membre adjoint, ainsi qu’à la Société royale et centrale d'agriculture, de la Société philomathique de Paris, et de plusieurs Sociétés savantes départementales. Il devint membre de l’Académie de médecine en 1841 et de l’Académie royale des sciences de Turin.

## Publications
- Notice sur les chevaux anglais, et les courses de chevaux en Angleterre, Paris, Mme Huzard, 1817, in-8°.
- Recherches sur la construction du sabot du cheval, et suite des expériences sur les effets de la ferrure, traduit de l’anglais de Bracy Clark (en), Paris, Mme Huzard, 1817.Réimprimé sous le titre : De la structure du pied du cheval, et expériences sur les effets de la ferrure, in-8°, avec figures.
- Des assemblées agricoles en Angleterre, Paris, Mme Huzard, 1819, in-8°.
- Esquisse de nosographie vétérinaire, Paris, Mme Huzard, 1820, in-8°.
- Notice sur quelques races de chevaux, les haras et les remontes dans l’empire d’Autriche, Paris, Mme Huzard, 1823, in-8°.
- Recherches sur le genre hirudo, Paris, Imprimerie de Fain, 1825, in-8°, avec figures.Petit travail réalisé à l’invitation du Conseil de Salubrité, pour faire reconnaitre les bonnes sangsues des mauvaises, et les caractères auxquels on les distingue.
- De la garantie et des vices rédhibitoires dans le commerce des animaux, Paris, Mme Huzard, 1825, in-12.
- Notice sur les courses de chevaux, et sur quelques autres moyens employés pour encourager l’élève des chevaux en France, Paris, Mme Huzard, 1827, in-8°.
- De l’enlèvement des boues et des immondices de Paris, considéré sous le double rapport de la salubrité et de l’économie dans les dépenses, Paris, Mme Huzard, 1827, in-4°.
- De la culture en rayons des turneps ou gros navets, telle qu’on la pratique en Angleterre, Paris, Mme Huzard, 1828, in-8° avec figures.
- L’Art de faire le beurre et les meilleurs fromages, d’après les agronomes qui s’en sont les plus occupés, avec Anderson, Twamley, Desmarets, Chaptal , Villeneuve, Paris, Mme Huzard, 1828, in-8° avec figures lire en ligne.
- Ce qu’il adviendrait de l’agriculture en France avec le libre-échange : à l'occasion du Congrès central d'agriculture de 1847, Paris, Vve Bouchard-Huzard, 1847, 2 fasc. 24-19 p., in-8°.

## Sources
- Victor de Moléon, Rapports généraux sur les travaux du Conseil de salubrité de la ville de Paris et du Département de la Seine, Paris, Bureau du Recueil industriel, 1828, 527 p. (lire en ligne), xxxv-xxxvj.